# Riedberger Horn
Le Riedberger Horn est une montagne d'une altitude de 1 787 m dans le massif des Alpes d'Allgäu, en Allemagne.

## Géographie

### Topographie
Le Riedberger Horn s'élève à 4,4 km à l'est-sud-est de Balderschwang et à 1,9 km au nord-ouest du col du Riedberg, dont la route relie Hittisau, dans le Vorarlberg (Autriche), à l'ouest, et Fischen im Allgäu en Bavière, à l'est. Les limites communales de Balderschwang au nord-ouest, de Bolsterlang au nord-est et d'Obermaiselstein au sud se rejoignent au sommet. La montagne voisine légèrement plus basse à l'est est le Wannenkopf (1 712 m).
À environ 300 m au nord-nord-est du sommet principal se trouve un sommet secondaire (1 754 m) avec une petite station émettrice. Là, la crête bifurque au nord-ouest jusqu'au Dreifahnenkopf (1 628 m) avec le Höllritzereck (1 669,3 m) au-delà et au nord-est jusqu'au Großer Ochsenkopf (1 662 m).

### Hydrographie
Le principal bassin versant européen passe par le Riedberger Horn, le Schönbergjoch (1 345 m) situé au sud-est de celui-ci, une élévation (1 360 m) située à environ 250 m au sud-ouest de ce passage de montagne et le Schafkopf (1 627 m) situé au sud-est de celui-ci. Sur son cours entre les bassins versants de deux rivières du même nom, Bolgenach (Weißach) à l'ouest et Bolgenach (Weiler Ach) à l'est, la montagne est l'un des plus hauts sommets au nord du Hoher Ifen et du plateau du Gottesacker.
À environ 3,8 km au sud-sud-est du Riedberger Horn et à 1,9 km au sud du col du Riedberg, le Bolgenach (Weißach) s'élève au pied sud du Schafkopf, qui remonte le versant ouest de la montagne et la crête jusqu'au Heidenkopf (1 685 m) à travers la Weißach, le Bregenzer Ach ainsi que le lac de Constance et le Rhin en direction principalement nord-ouest jusqu'à la mer du Nord.
En outre, au nord et au sud de la crête entre le Riedberger Horn à l'ouest et le Wannenkopf à l'est se trouvent les sources des deux cours d'eau du Weiler Ach : au sud-est du Riedberger Horn, se forme un ruisseau de montagne, alimenté par de nombreux petits ruisseaux, qui coulent au sud-ouest du Wannenkopf sur la Grasgehrenalpe, le col du Riedberg passe quelques mètres à l'ouest et traverse le Ränker Tobel puis alimente le Schönberger Ach venant du Schönbergjoch ; à l'est-nord-est de la montagne se trouve le Bolgenach (à l'est), qui est alimenté par de nombreux ruisseaux de montagne et coule vers le nord au-delà du Wannenkopf. L'eau des deux sources, Schönberger Ach et Bolgenach, rejoignent l'Ach, l'Iller et le Danube dans une direction principalement est-sud-est jusqu'à la mer Noire. Au nord du sommet secondaire, l'Ostertal se jette également dans l'Iller par l'Ostertalbach et le Gunzesrieder Ach.

### Géologie
Le Riedberger Horn est constitué de flysch facilement altérable, une couche de roche meuble et souvent humide qui s'est formée par altération. Cela en fait l'une des montagnes fleuries des Alpes d'Allgäu.

### Faune et flore
On trouve des peuplements de myrtilles et de roses alpines le long des flancs du Riedberger Horn. En hiver, les Tetraoninae vivent sur les pentes. Il existe notamment une importante population de tétras lyre.

## Activités

### Protection environnementale
La décision du gouvernement de Bavière d'autoriser un domaine skiable sur le Riedberger Horn suscite de vives critiques à l'été 2016, alors que le domaine se trouve dans la zone protégée C du plan alpin. Ulrike Scharf, alors ministre de l'Environnement, s'y oppose clairement. Au Parlement, la CSU fait adopter le projet face à l'opposition. Une piste de ski avec un télésiège huit places, un système d'enneigement artificiel et un réservoir doivent être construits dans la forêt de montagne protégée. Les associations bavaroises de protection de la nature intentent une action en justice et organisent une marche de protestation devant la Chancellerie d'État à Munich. Finalement, en avril 2018, le projet est annulé à la surprise générale par le Premier ministre Markus Söder et le plan alpin est modifié. Au total, 20 millions d'euros seront consacrés au renforcement du tourisme respectueux de la nature dans le sud de l'Oberallgäu. L'installation vise à offrir des expériences particulières dans l'espace naturel alpin et à contribuer à sa protection, par exemple en orientant les visiteurs. À cet effet, un Centre d'expérience de la nature alpine est créé en février 2020 et trois gardes forestiers sont embauchés.

### Ascension
Pendant la période sans neige, le Riedberger Horn est accessible par la randonnée. Seule la montée par l'arête nord-est est raide et un peu plus exigeante.
Sur le large plateau sommital non boisé se trouve une grande croix où se rejoignent divers sentiers de randonnée et d'ascension. De là, par temps clair, il y a une vue panoramique sur les montagnes de le Bregenzerwald et les glaciers de la Schesaplana jusqu'aux Alpes de Lechtal, jusqu'aux chaînes du Nagelfluh, jusqu'aux murs de craie éclatants du Gottesacker, la crête principale de l'Allgäu et dans l'Illertal jusqu'aux contreforts des Alpes.

### Refuge
Sur les contreforts nord du Riedberger Horn, à 1 500 m d'altitude, se trouve la Schwabenhütte et dans le bassin sud-est se trouve la Grasgehrenhütte. En outre, dans le bassin nord-est, le Bolgental, se trouvent le Bolgenalpe et, à l'extérieur de la vallée, le Zunkleiten Alpe.